# Stanley Biwott
Pour les articles homonymes, voir Biwott.
Stanley Kipleting Biwott (né le 21 avril 1986) est un athlète kényan, spécialiste des courses de fond.

## Biographie
Il remporte l'édition 2012 du Marathon de Paris dans le temps de 2 h 05 min 11 s, établissant à cette occasion un nouveau record de l'épreuve. Prenant seul la tête de la course aux alentours du 30e kilomètre, le Kényan devance de plus d'une minute les Éthiopiens Raji Assefa et Sisay Jisa, respectivement deuxième et troisième de la course.
Le 13 avril 2014, il se classe 2e du marathon de Londres en battant son record personnel en 2 h 4 min 55 s, derrière le détenteur du record du Monde Wilson Kipsang.
Le 1er novembre 2015, il remporte le marathon de New York en 2 h 10 min 34 s. Le 31 décembre de cette même année, il est le vainqueur de la corrida de la Saint-Sylvestre à São Paulo.
Le 24 avril 2016, il termine deuxième du marathon de Londres en 2 h 3 min 51 s derrière son compatriote Eliud Kipchoge. Le 25 juin, il remporte le semi-marathon d'Olomouc en 1 h 0 min 46 s

## Palmarès
| Date | Compétition             | Lieu      | Résultat | Performance     |
| ---- | ----------------------- | --------- | -------- | --------------- |
| 2010 | Marathon de São Paulo   | São Paulo | 1er      | 2 h 11 min 19 s |
| 2012 | Semi-marathon de Paris  | Paris     | 1er      | 59 min 44 s     |
| 2012 | Marathon de Paris       | Paris     | 1er      | 2 h 05 min 11 s |
| 2013 | Marathon de Londres     | Londres   | 8e       | 2 h 08 min 39 s |
| 2013 | Marathon de New York    | New York  | 5e       | 2 h 10 min 41 s |
| 2014 | Marathon de Londres     | Londres   | 2e       | 2 h 04 min 55 s |
| 2015 | Marathon de Londres     | Londres   | 4e       | 2 h 06 min 41 s |
| 2015 | Marathon de New York    | New York  | 1er      | 2 h 10 min 34 s |
| 2016 | Marathon de Londres     | Londres   | 2e       | 2 h 03 min 51 s |
| 2016 | Semi-marathon d'Olomouc | Olomouc   | 1er      | 1 h 00 min 46 s |

## Records
| Épreuve       | Performance     | Lieu    | Date          |
| ------------- | --------------- | ------- | ------------- |
| Semi-marathon | 59 min 44 s     | Paris   | 4 mars 2012   |
| Marathon      | 2 h 03 min 51 s | Londres | 24 avril 2016 |